# Uri
Uri (francouzsky Uri, italsky Uri, rétorománsky Uri) je kanton ve Švýcarsku. Jeho území leží v údolí řeky Reuss mezi Lucernským jezerem a Gotthardským průsmykem. Kanton leží v německy mluvícím Švýcarsku a je součástí většího regionu středního Švýcarska. Hlavním městem a zároveň městem s největším počtem obyvatel je Altdorf. V Uri žije přibližně 36 tisíc obyvatel.
Jde o jeden ze tří zakládajících kantonů Švýcarské konfederace – členem spolku je od roku 1291.

## Geografie

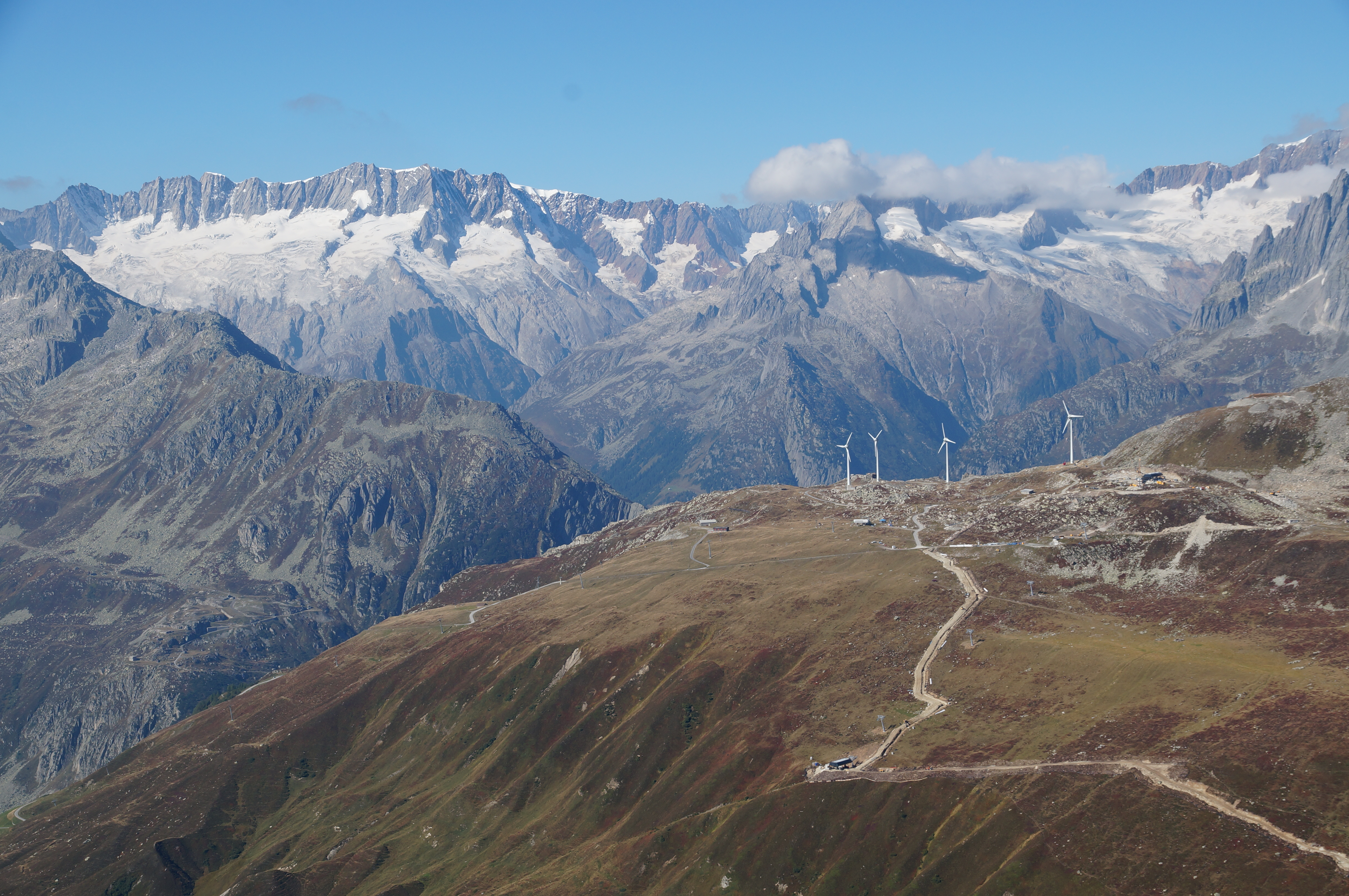
Masiv Dammastocku, nejvyšší hory Uri

Kanton Uri se nachází ve středním Švýcarsku mezi Lucernským jezerem (jinak zvaným Vierwaldstättersee) na severu a Gotthardským průsmykem na jihu. Uri je jedním ze tří původních kantonů (zakládajících členů) Švýcarské konfederace (dalšími dvěma jsou Schwyz a Unterwalden). Vzhledem k topografii, kde podíl hornaté, neproduktivní půdy činí přibližně 56 %, žijí tři čtvrtiny obyvatel v nejnižší části kantonu, v nížině řeky Reuss.
Území Uri v podstatě odpovídá povodí horního toku řeky Reuss a jižní části jezera Vierwaldstättersee (Uri), jehož břehy od Seelisbergu po Sisikon patří k tomuto kantonu. Kromě toho patří k Uri také horní tok řeky Engelberger Aa a údolí Urnerboden.
Uri sousedí s kantony Graubünden (jihovýchod), Ticino (jih), Valais (jihozápad), Bern (západ), Obwalden (západ), Nidwalden (západ), Schwyz (sever) a Glarus (severovýchod).
Kanton se skládá z 19 samostatných politických obcí.
Rozlohou se kanton řadí na 11. místo a počtem obyvatel na 25. místo mezi 26 švýcarskými kantony. Méně obyvatel má pouze Appenzell Innerrhoden.
Uri se nachází v centrální části Švýcarska. Zabírá území o velikosti 1077 km². Přibližně polovina tohoto území je považována za velmi úrodnou půdu. Lesy, které pokrývají společně s ledovci velkou část plochy kantonu, tvoří 20 % neúrodné půdy. Nejvyšší horou je Dammastock (3630 m), ležící na severu průsmyku Furka.

## Historie

Oblast Lucernského jezera v Uri (18. století)

### Raná historie
První zmínka o Uri se objevuje již v roce 732, jako místo, kam alamanský vévoda Theobald poslal do exilu opata jménem Eto. Jméno Uri pravděpodobně pochází z německého slova Auerochs, což znamená „divoký vůl“. Toto pojmenování je ještě utvrzeno znakem s hlavou býka. V roce 853 bylo toto území Ludvíkem Němcem věnováno nově založenému ženskému opatství v Curychu a v této souvislosti zmíněno ve slovním spojení pagellum uroniae. Roku 1291 spolu uzavřely Schwyz, Uri a Unterwalden na obranu proti Habsburkům dohodu o věčném spolku, čímž vznikla Švýcarská konfederace a Uri se stal jedním z jejích kantonů. 

### Louka Rütli

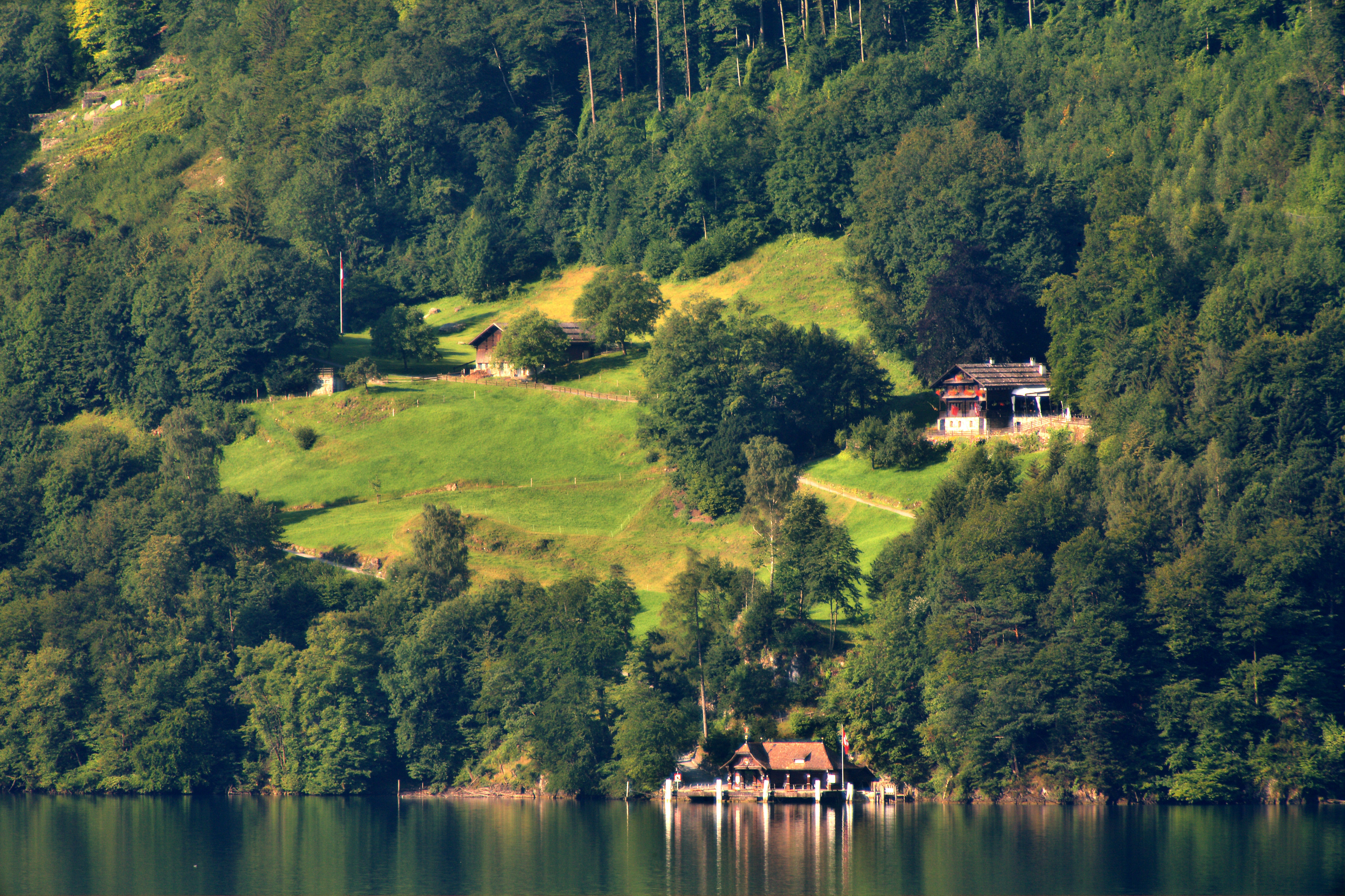
Rütli dnes

Podle legendy bylo na louce Rütli, nacházející se u dnešní obce Seelisberg v kantonu Uri, tzv. přísahou Rütli uzavřeno spojenectví tří původních kantonů Uri, Schwyz a Unterwalden. Jako „kolébka Švýcarska“ má louka o rozloze asi šesti hektarů charakter národní památky.
Z historického hlediska je přísaha na Rütli legendou. Není známo, kdy a jak zástupci Uri, Schwyzu a Unterwaldenu zpečetili pakt o vzájemné podpoře. Na dnešním Rütli je jako místo, kde byla přísaha údajně složena, uváděn „Schwurplatz“.
Přísaha na Rütli a vyprávění o Vilému Tellovi se poprvé objevují v Bílé knize ze Sarnenu, která vznikla kolem roku 1470. Z tohoto zdroje čerpal kronikář Aegidius Tschudi (1505–1572). Ve své knize Chronicon Helveticum datuje přísahu na Rütli do středy před Martinem (tedy 8. listopadu) 1307.

### Středověk
Po vítězné bitvě u Sempachu roku 1386 zahájil Uri územní expanzi na jih s cílem ovládnout cestu přes Svatogotthardský průsmyk. Jako první krok anektoval roku 1410 údolí Ursern (které dodnes zůstává jeho součástí), nicméně ponechal mu samosprávu. Roku 1403 započal Uri s pomocí Obwaldenu se zaalpským tažením, což vedlo k získání údolí Leventina v dnešním kantonu Ticino, které do té doby náleželo Milánskému vévodství. Konflikt mezi Švýcarskou konfederací a Milánským vévodstvím o území nyní tvořící kanton Ticino pokračoval během celého 15. století. Byl rozhodnut roku 1500, když konfederace dobyla Bellinzonu a těžce ji opevnila proti budoucímu dobytí. Konfederace dále v Ticinu získala roku 1512 Lugano, ale období expanze se chýlilo ke svému konci a roku 1515 byla konfederace poražena v bitvě u Marignana.

### Reformace a Helvétská republika

Soutěska Schöllenen (kolem roku 1850)

Uri a celé střední Švýcarsko odolávalo reformaci a zůstávalo katolické. Od 16. století již územní růst kantonu nepokračoval. Vláda kantonu Uri se koncem 18. století postavila proti ideálům Velké francouzské revoluce a vzdorovala všem pokusům o institucionální reformy Švýcarska. V lednu 1798 francouzská revoluční armáda vpadla do Švýcarska. 11. dubna 1798 oznámila Francie vznik Helvétské republiky a dala kantonům dvacet dní na přijetí její nové ústavy. Kantony středního Švýcarska se postavily na odpor, ale povstání bylo poraženo a 5. května 1798 Uri přistoupil k Helvétské republice. Kantonální armáda byla v září rozpuštěna a v říjnu byl kanton obsazen francouzskými jednotkami. V Helvétské republice byl kanton začleněn do nového kantonu Waldstätten, jehož součástí dále byly kantony Zug, Obwalden, Nidwalden a vnitřní části kantonu Schwyz. Leventinské údolí bylo začleněno do nového kantonu Bellinzona, čímž byl Uri zbaven veškerého území jižně od Gotthardského průsmyku. V dubnu a květnu 1799 vedl Franz Vincenz Schmid neúspěšné povstání proti francouzské okupační armádě.

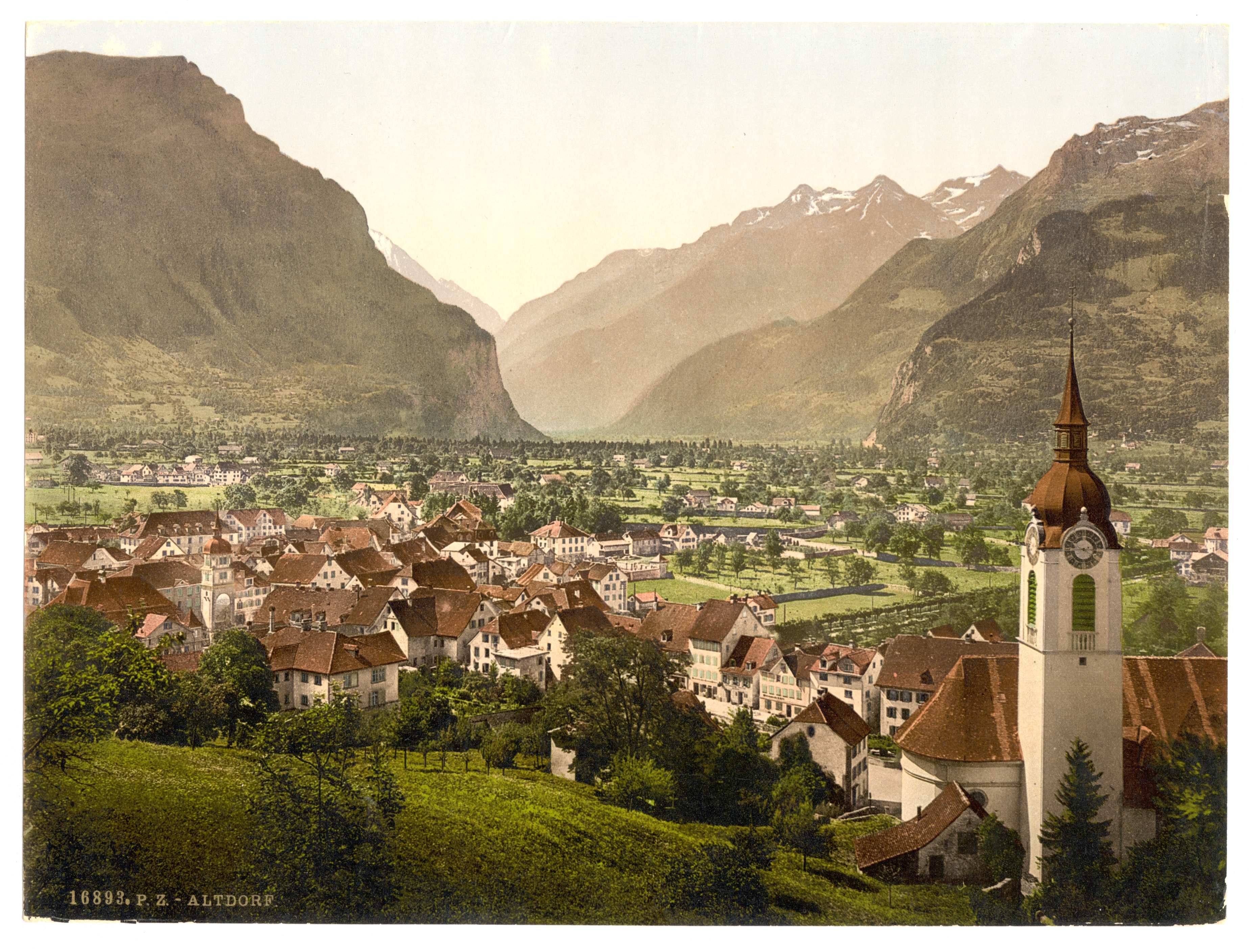
Altdorf okolo roku 1890

V říjnu 1801 se do čela Helvétské republiky dostala nová vláda a počátkem listopadu 1801 byl kanton Waldtätten rozpuštěn a kanton Uri obnoven. Guvernér Josef Anton von Beroldingen se pokusil znovu získat pro Uri Leventinské údolí. Po půl roce se 17. dubna 1802 v Helvétské republice opět chopili moci centralisté a provedli opětovnou revizi ústavy. Počátkem června 1802 Uri odmítl novou ústavu; v té době ze Švýcarska odcházeli francouzští vojáci. Bez hrozby represí ze strany francouzské armády Uri úspěšně povstal proti centrální vládě ve válce zvané Stecklikrieg. V reakci na následný kolaps Helvétské republiky vydal roku 1803 Napoleon Bonaparte novou švýcarskou ústavu zvanou Mediační akta. Kanton Uri byl opět svobodný, avšak nadále bez Leventinského údolí, které se s celým dosavadním kantonem Bellinzona stalo součástí nového kantonu Ticino. Po invazi Šesté koalice do Švýcarska 29. prosince 1813 byla mediační akta zrušena. Zatímco sousední kantony Schwyz a Nidwalden požadovaly obnovu organizace staré Švýcarské konfederace, Uri spolu s dalšími kantony pod vedením kantonu Curych usiloval o reorganizaci 19 kantonů vytvořených Mediačními akty. Uri se zároveň neúspěšně pokusil opětovně získat Leventinské údolí, ale podařilo se mu získat jen polovinu cla na obchod přes Monte Piottino do Leventiny. 5. května 1815 Uri schválil spolkovou ústavu.

### 19. století až současnost
Dne 5. května 1850 Uri vydal svou první ústavu, kterou revidoval v roce 1888. Poté, co spolkové referendum z 18. května 1879 odstranilo ze spolkové ústavy zákaz trestu smrti (s výjimkou politických trestných činů, kde byl podle článku 65 zakázán i nadále), byl Uri prvním kantonem, který jej znovu zavedl (v roce 1924 byl opět zrušen). V roce 1972 bylo zavedeno volební právo žen a v roce 1984 proběhla celková revize ústavy kantonu. Až do roku 1928 fungovalo v Uri tzv. Landsgemeinde, tedy volební shromáždění pod širým nebem. Následně bylo hlasováním zrušeno a nahrazeno klasickými volbami do volebních uren.

## Obyvatelstvo
Obyvatelé kantonu se nazývají Urner. K 31. prosinci 2021 žilo v kantonu Uri 37 047 obyvatel. Hustota zalidnění 34 obyvatel na km² je hluboko pod švýcarským průměrem (212 obyvatel na km²). Podíl cizinců (obyvatel přihlášených k trvalému pobytu, avšak bez švýcarského občanství) činil k 31. prosinci 2019 12,6 %, zatímco na celostátní úrovni bylo registrováno 25,3 % cizinců. k 30. červnu 2021 činila míra nezaměstnanosti 0,9 %, zatímco na federální úrovni 2,8 %.

### Jazyky
Úředním jazykem v kantonu Uri je němčina. Dialekt němčiny, kterým se mluví v kantonu Uri (tzv. Urnerdeutsch), patří k nejvyšším dialektům alemanštiny. V roce 2019 uvedlo 93,4 % obyvatel jako svůj hlavní jazyk právě němčinu; druhým jazykem byla francouzština s 0,3 %.

### Náboženství
V kantonu Uri převládá římskokatolické vyznání. Římskokatolická církev má 23 tzv. náboženských obcí a 24 farností. V roce 2019 se k římskokatolické víře hlásilo 74,8 % všech obyvatel.
Evangelická reformovaná církev se v kantonu Uri prosadila při stavbě Gotthardské dráhy. Evangelická reformovaná církev v Uri, která je od roku 2003 samostatně organizovaná, se skládá ze tří farností. V roce 2019 se k evangelické reformované církvi hlásilo 5 procent všech obyvatel.
Obě národní církve jsou veřejnoprávní korporace kantonu.
Kromě příslušníků národních církví (římskokatolické a evangelické reformované církve) nejsou od sčítání lidu v roce 2000 k dispozici žádné údaje o náboženské příslušnosti všech obyvatel kantonu. Spolkový statistický úřad (BFS) však provádí průzkumy, v nichž jsou zaznamenány i další náboženské obce v kantonu Uri.

## Politika

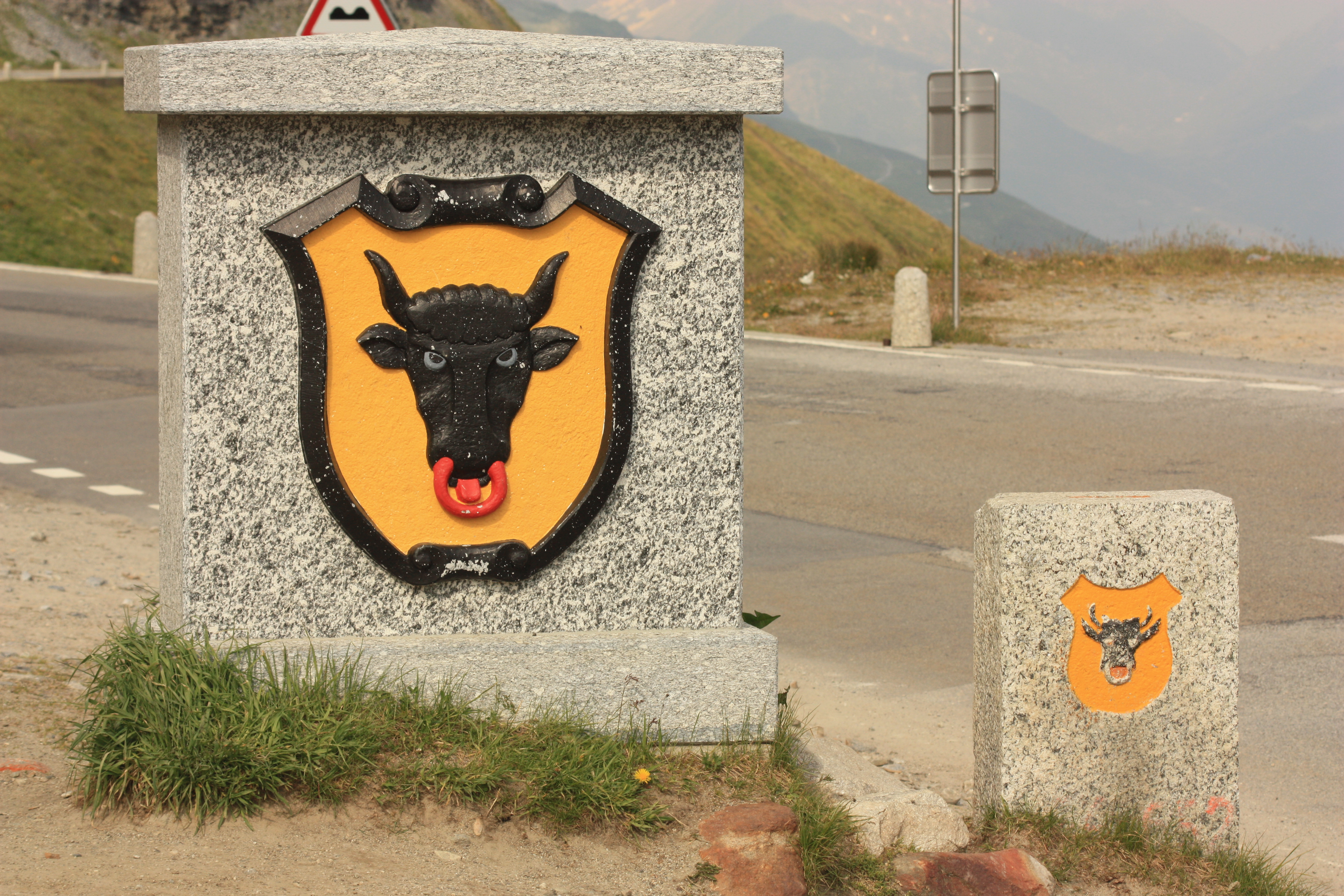
Silniční kámen na hranici kantonu Uri

Současná ústava kantonu Uri pochází z roku 1984 a byla několikrát novelizována.

### Legislativa a rada kantonu
Zákonodárným orgánem je rada kantonu Uri (Landrat). Má 64 členů. Funkční období je čtyřleté. Volební obvody odpovídají politickým obcím v kantonu (celkem 19). Zatímco v obcích se třemi a více mandáty se volí na základě poměrného zastoupení, v menších obcích jsou kantonální radní voleni většinovým způsobem. Kantonální rada Uri se schází zpravidla na šesti dvoudenních zasedáních ročně. Zasedání jsou přístupná veřejnosti a konají se v sále Landrat na radnici v Altdorfu.
Změny ústavy a zákonů podléhají povinnému referendu. Proti nařízením zemské rady může 300 oprávněných voličů uspořádat referendum a podrobit je tak lidovému hlasování. Prostřednictvím lidové iniciativy může 600 oprávněných voličů také navrhnout přijetí, změnu nebo zrušení ustanovení ústavy, zákonů nebo nařízení, o nichž se pak musí hlasovat. Lidová iniciativa může být také použita k požadavku na odvolání orgánu.

### Vláda
Výkonným orgánem je sedmičlenná vládní rada (Regierungsrat), která je volena přímo občany na čtyřleté období většinovým volebním systémem. Předseda se nazývá Landammann, jeho zástupce pak Landesstatthalter; oba jsou voleni na dva roky.

### Soudnictví
Kanton Uri se prvoinstančně dělí na dva soudní okresy: soudní okres Uri s okresním soudem Uri a soudní okres Ursern s okresním soudem Ursern. Okresní soud Uri se skládá z deseti členů, okresní soud Ursern ze sedmi členů. Okresní soud Uri zasedá v soudní budově v Altdorfu, okresní soud Ursern pak na radnici v Andermattu.
Druhou instancí a zároveň správním soudem je Vrchní soud Uri (Obergericht), který sídlí v soudní budově v Altdorfu. Skládá se ze třinácti členů a je rozdělen na občanskoprávní, trestněprávní a správní oddělení.
Všichni soudci v kantonu Uri jsou voleni přímo občany. Smírčí orgán, který předchází první instanci v občanskoprávních věcech, je však volen vrchním soudem.

### Správní členění

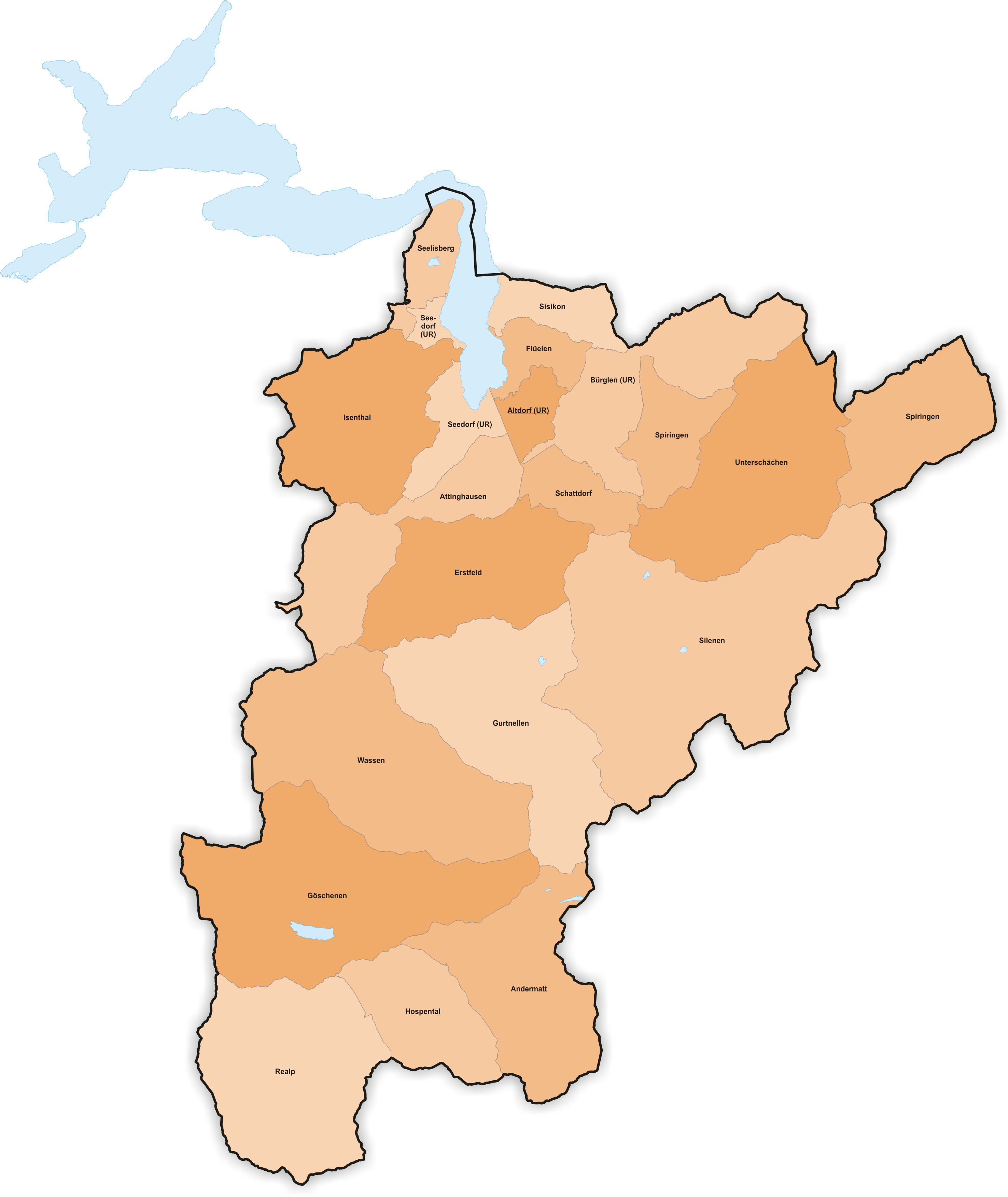
Mapa obcí kantonu Uri

Kanton Uri se člení na dvě samosprávné korporace Uri a Ursern, jež jsou územně identické s oběma soudními okresy. Obě korporace se dále člení na politické obce (zde nazývané Einwohnergemeinden), farnosti a korporace Uri a Ursern, které jsou největšími vlastníky půdy v kantonu. Nositelem místní samosprávy je politická obec.
Níže jsou uvedeny obce s více než 1500 obyvateli k 31. prosinci 2021. V těchto obcích jsou členové kantonální rady voleni podle systému poměrného zastoupení, ve všech ostatních podle většinového systému.
| Obec                   | Počet obyvatel |
| ---------------------- | -------------- |
| Altdorf (hlavní město) | 9719           |
| Schattdorf             | 5414           |
| Bürglen                | 3909           |
| Erstfeld               | 3891           |
| Seedorf                | 2036           |
| Flüelen                | 1991           |
| Silenen                | 1984           |
| Attinghausen           | 1749           |
| Andermatt              | 1539           |

Kanton Uri není rozdělen na okresy. Spolkový statistický úřad (BFS) však uvádí celý kanton jako jeden okres pod číslem BFS-ID 0400.
Naproti tomu soudně je Uri, jak popsáno výše, rozděleno na dva soudní okresy: Uri (údolí řeky Reuss a jeho boční údolí) a Ursern (stejnojmenné údolí).

## Hospodářství

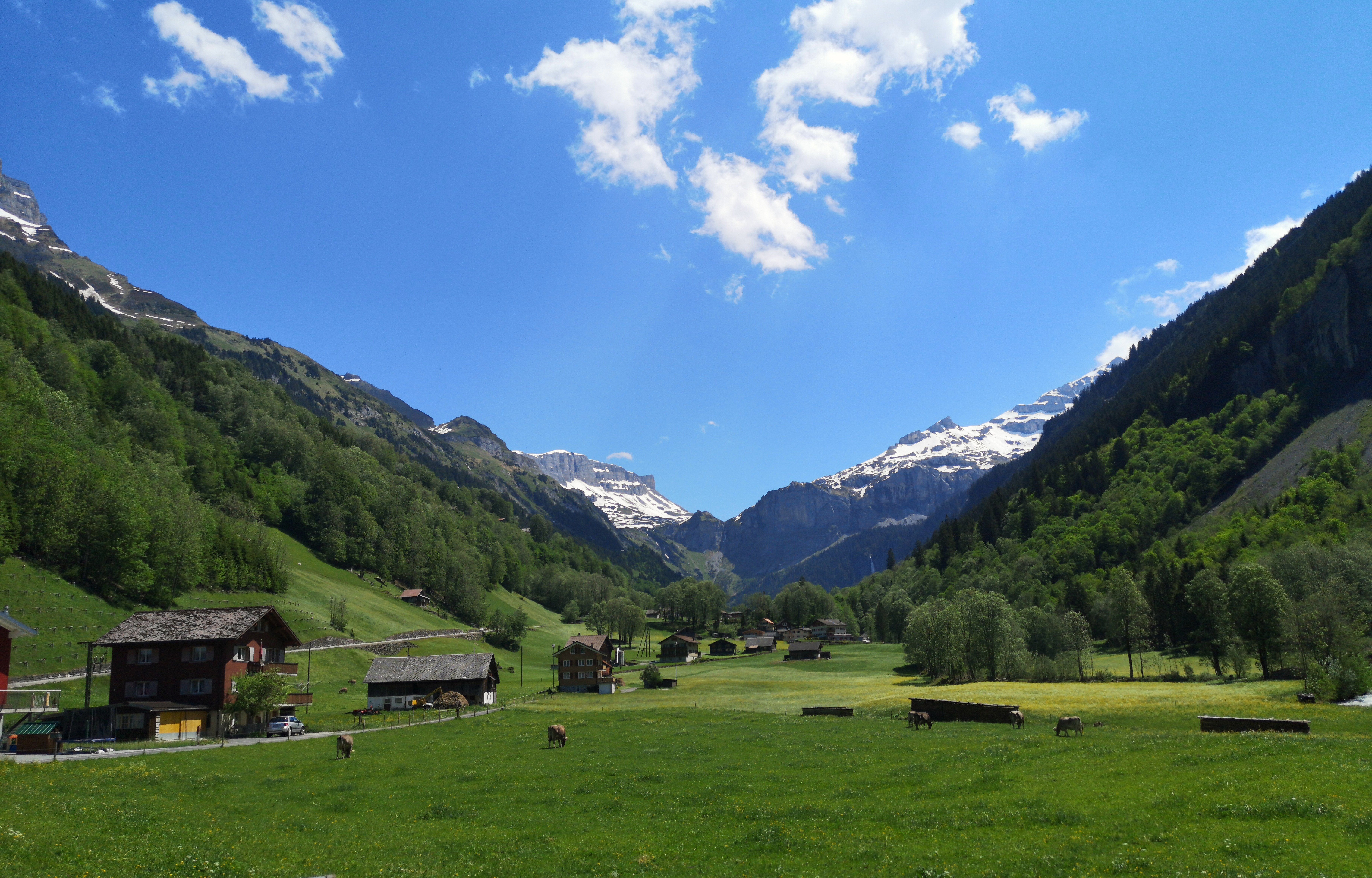
Jižní část kantonu se vyznačuje venkovským charakterem a hlubokými údolími

V roce 2016 činil hrubý domácí produkt (HDP) na obyvatele 54 291 švýcarských franků. Vzhledem k tomu, že kanton Uri nese náklady na infrastrukturu meziregionálního významu (dálnice, Gotthardské tunely, silnice přes celkem pět průsmyků atd.), spoléhá na finanční podporu ostatních kantonů, které tyto náklady částečně spolufinancují.
V roce 2020 bylo 15,6 % zemědělské půdy kantonu obhospodařováno ekologicky 61 zemědělskými podniky.

## Doprava

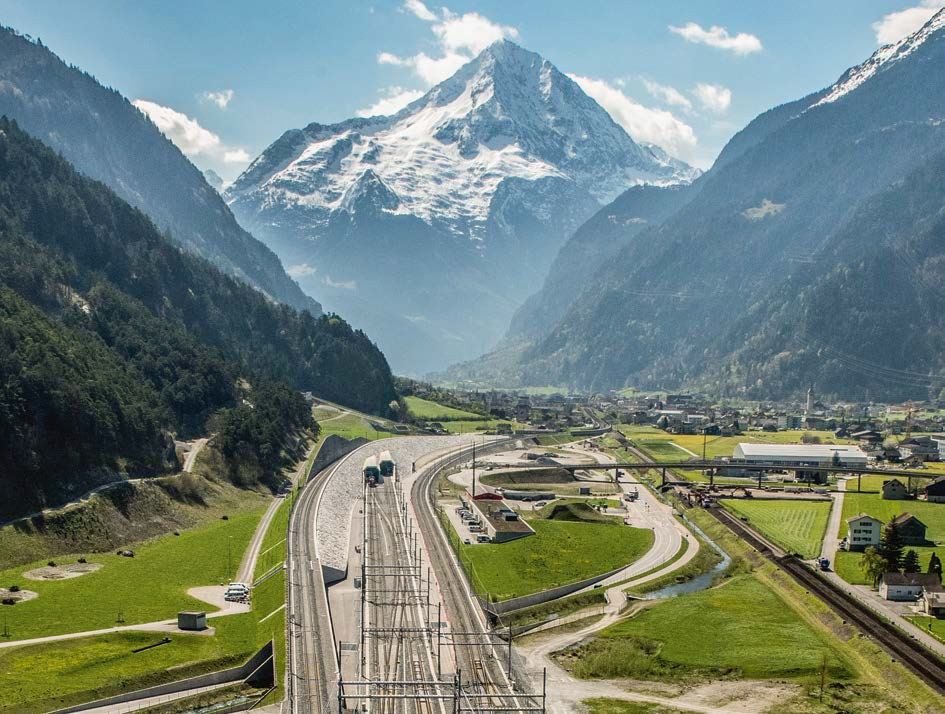
Severní portál Gotthardského úpatního tunelu u Erstfeldu

Protože kantonem Uri prochází jeden z nejdůležitějších alpských přechodů, musí se kanton již po staletí vyrovnávat s vysokou intenzitou dopravy se všemi jejími výhodami i nevýhodami. Gotthardský průsmyk jako nejkratší severojižní přechod v Alpách má pro lidi na obou stranách alpského oblouku velký význam, a to zejména od rozšíření Schöllenenské soutěsky z let kolem roku 1220 a výstavby prvního mostu Teufelsbrücke v roce 1230.
V roce 1882 byla po dokončení Gotthardského železničního tunelu otevřena Gotthardská dráha, která značně zlepšila dopravní spojení kantonu se zbytkem Švýcarska a stala se jeho hlavní dopravní tepnou.
Po roce 2000 byla zahájena výstavba Gotthardského úpatního tunelu, který byl proražen v roce 2010. Tento nejdelší železniční tunel na světě o délce 57 kilometrů je součástí nového železničního spojení přes Alpy (NEAT) a obchází původní horský úsek dráhy. V prosinci 2016 byl tunel slavnostně předán do provozu. Jeho severní portál se nachází nedaleko obce Erstfeld.
Hlavním silničním tahem je dálnice A2, vedoucí v trase Basilej – Lucern – Lugano – Chiasso a protínající Uri od severu k jihu. V roce 1980 byl na této dálnici otevřen Gotthardský silniční tunel. V roce 2021 byla míra automobilizace kantonu (počet osobních automobilů na 1000 obyvatel) 555.

## Turismus
Od Lucernského jezera až po alpské vrcholy v Gotthardské oblasti má Uri spíše měkký cestovní ruch. Podle informací Spolkového statistického úřadu z roku 2006 je v kantonu Uri celkem asi 100 hotelových podniků, které ročně vytvoří 220 000 přenocování (2005). V kantonu je také vysoký počet lanovek; do hor vede přibližně 39 horských drah.
Od roku 2011 egyptský investor Samih Sawiris buduje nedaleko Andermattu rozsáhlé turistické středisko Andermatt Swiss Alps, které se bude skládat z mnoha hotelů, rekreačních bytů a také golfového hřiště s 18 jamkami. Andermatt je snadno dostupný zhruba na půli cesty mezi Curychem a Milánem, jen několik minut jízdy autem od sjezdu z dálnice Göschenen. Andermatt je také domovem olympijského vítěze a mistra světa v alpském lyžování Bernharda Russiho.

## Zajímavost
- V takzvané včelí válce ve švýcarském kantonu Uri na sebe znepřátelené strany nestřílely z děl, ale házely po sobě včelími úly.[zdroj?]